# Micșuneștii Mari, Ilfov
Micșuneștii Mari este un sat în comuna Nuci din județul Ilfov, Muntenia, România.

## Personalități:
Prof. univ. dr. Gheorghe Chivu, m.c. al Academiei Române

 Acest articol despre o localitate din județul Ilfov este deocamdată un ciot. Puteți ajuta Wikipedia prin completarea lui.